# Chaunoplectella spinifera
Chaunoplectella spinifera är en svampdjursart som beskrevs av Isao Ijima 1903. Chaunoplectella spinifera ingår i släktet Chaunoplectella och familjen Leucopsacidae.
Artens utbredningsområde är havet kring Japan. Inga underarter finns listade i Catalogue of Life.